# Telephone
Telephone (от английски: „Телефон“) е песен на американската певица Лейди Гага с участието на Бионсе, част от третото EP издание на Гага – "The Fame Monster". Текстът е вдъхновен от страха от задушаване на певицата, която споделя, че изборът ѝ да танцува пред това да отговори на обаждането на своя любим е метафора за това, че не е работила достатъчно усилено, за да успее. "Telephone" се разглежда и като продължение на четвъртия сингъл от дебютния албум на Гага – песента "Paparazzi", тъй като и двете творби коментират задушаването от медиите и чувството да си в капан на таблоидите. Песента е написана за Бритни Спиърс, която записва своя демо версия, но впоследствие я отхвърля.
Според критиците, "Telephone" се отличава от останалите песни в албума. Песента получава номинация за „Грами“ и жъне голям успех, предимно в Европа, като достига челната позиция в класациите на Белгия, Дания, Унгария, Ирландия, Норвегия и Обединеното кралство. Сингълът се превръща в един от най-добре продаваните в кариерата на Лейди Гага, след като през 2010 година успява да продаде 7,4 млн. дигитални копия.
Видеото е продължение на това на "Paparazzi" и също е структурирано като късометражен филм. След като Бионсе извежда Гага от затвора, двете се отбиват в крайпътен ресторант и отравят клиентите на закуска. Клипът съдържа препратки към филмографията на Куентин Тарантино, в частност – „Криминале“ (1994) и първата част на „Убий Бил“ (2003). Проектът е добре възприет от критиците и получава три номинации за наградите на MTV през 2010 година. През януари 2015 г., Billboard го нарича „най-доброто видео, издадено през първата половина на десетилетието“. Гага често включва песента в своя репертоар за концерти. Досега двете не са изпълнявали песента заедно на живо.

## Предистория
Песента е написана от Лейди Гага за шестия албум на Бритни Спиърс – "Circus", но отпада при финалния подбор. Впоследствие Гага записва песента в дует с Бионсе за своя проект "The Fame Monster". В интервю певицата споделя: "Написах я за нея преди много време, но тя просто не я използва. Всичко е наред, защото аз харесвам песента и сега мога да я изпълнявам". Демо версията на Спиърс „изтича“ в интернет през май 2010 г. Обмислян е вариантът "Telephone" да е дует именно с Бритни, но по-късно е избрана Бионсе. Вдъхновението за създаването на сингъла е страхът на Гага от задушаване, тъй като по нейни думи, тя рядко намира време да се отпусне:
Страхът от задушаване... Нещо, което изпитвам, или по-точно, от което се страхувам, е да не мога да си прекарам добре. Защото толкова много обичам работата си, че трудно решавам да изляза и да се забавлявам. Не ходя по нощни клубове. Не виждате мои снимки, на които се търкалям пияна след дискотека. Просто не ходя, защото обикновено когато отида, чаша и половина уиски по-късно, трябва да се връщам на работа.
През май 2011 г. певицата споделя, че има трудна „емоционална връзка“ с песента. На въпроса дали това е породено от факта, че е написана за Бритни Спиърс, тя отговаря: "Нещата не стоят точно така, но не искам да задълбавам. Мога да говоря по темата, ако изключите това (посочва записващото устройство). Просто миксирането и завършването на продукцията бяха много стресиращи за мен. Така че, когато кажа, че е най-лошата ми песен, няма нищо общо със самата песен, а с емоционалната ми връзка с нея".
Лейди Гага работи по песента в Калифорния, докато вокалите на Бионсе са записани в Осака, Япония.

## Музикално видео
В YouTube канала на Лейди Гага са публикувани няколко версии на видеото, като най-популярната има над 396,8 млн. гледания.

### Разработка
Клипът към песента е заснет на 28 януари 2010 г. в Калифорния и е режисиран от Йонас Акерлунд. За посланието на проекта Лейди Гага споделя:
В "Paparazzi" присъстваше тази характерна черта – едновременно беше истинска поп музика, а пък и коментар за културата на славата. Исках да постигна същия ефект с това видео. Определено черпя вдъхновение от Тарантино. Той има косвено участие с това, че ни зае колата Pussy Wagon (използвана от Ума Търман в "Убий Бил"). По време на един наш обяд в Лос Анджелис му разказвах за концепцията и той толкова я хареса, че каза: "Трябва да използваш Pussy Wagon".
Гага добавя, че целта ѝ е да създаде „истинско мащабно поп събитие“ като тези, които е чакала с нетърпение, когато е била малка. Първите кадри от видеото са споделени в официалния сайт на певицата на 15 февруари 2010 г. Премиерата първоначално е насрочена за февруари, но по-късно е отложена за март. На 9 март 2010 г. са споделени нови фотографии от проекта, който официално е представен на 11 март 2010 г. в ефир и онлайн.

### Сюжет
Видеото с продължителност от девет минути започва там, където приключва "Paparazzi" – Лейди Гага е арестувана, след като отравя гаджето си. Тя е отведена в женски затвор и придружена до килията си от две полицайки, които свалят роклята ѝ и я оставят само по чорапогащник. Една от охранителките подмята „Казах ти, че няма хуй“, което е отговор на актуалните тогава слухове, че певицата е хермафродит. През първите три минути от видеото вървят кадри със заниманията на Лейди Гага в затвора, сред които лесбийска целувка с друга затворничка, по време на която Гага взима телефона ѝ, сцена, в която певицата е със слънчеви очила от изпушени наполовина цигари, и друга, изобразяваща бой между две затворнички. Именно в последната кратка поява има по-малката сестра на Гага – Натали Джерманота. Песента започва, след като на говорителите е обявено, че певицата има обаждане от Бионсе. Следва сцена с хореография между килиите, в която Лейди Гага и танцьорките ѝ са по бельо. По-късно Гага е в килията си, облечена в тоалет от жълта предупредителна лента, и чрез откраднатия телефон изпраща съобщение на Бионсе, в което ѝ благодари, че я е измъкнала.
Излизайки от затвора, Лейди Гага вижда Бионсе зад волана на Pussy Wagon. След кратък диалог двете потеглят и, шофирайки през пустинята, се отбиват в крайпътен ресторант. Бионсе сяда на сепаре с гаджето си, Бобо (Тайрийз Гибсън), и сипва отрова в напитката му, но това не успява да го убие. Следва прекъсване, озаглавено "Let's Make a Sandwich" („Да си направим сандвич“), което наподобява готварско предаване. В него Лейди Гага е в кухнята с шапка във формата на телефон и представя рецепта за сандвич. Певицата изсипва отрова във всички ястия, в резултат на което убива всички гости на ресторанта. В следващата сцена Гага и Бионсе танцуват сред труповете в ресторанта, заедно с танцьори, като всички са облечени в тоалети от американското знаме и разкъсан деним. Двете напускат местопрестъплението и потеглят по магистралата, докато допълнителни кадри показват новинарската емисия, в която се съобщава за убийството. Преди края Гага и Бионсе си обещават, че никога няма да погледнат назад, докато полицейски хеликоптер преследва колата им. Клипът завършва със „Следва продължение“ и финални надписи.

## Екип
- Лейди Гага – водещи вокали, текстописец, продуцент
- Бионсе – допълнителни вокали, текстописец
- Родни Джъркинс – текстописец, продуцент, миксиране
- ЛеШон Даниелс – текстописец
- Лазонат Франклин – текстописец
- Пол Фоли – звукозапис
- Майк Доналдсън – звукозапис (вокалите на Гага), специални ефекти, допълнителна работа по вокалите
- Хасаши Мизогучи – звукозапис (вокалите на Бионсе)
- Марк Стент – миксиране
- Джин Грималди – мастеринг
- Лари Рикман и Ари Блиц – мастеринг
- Такаюки Мацушима – асистент за записването на вокалите на Бионсе
- Мати Грийн – асистент за миксирането